# Harry Potter à l'école des sorciers (film)
Cet article concerne le film. Pour le roman, voir Harry Potter à l'école des sorciers. Pour le jeu vidéo, voir Harry Potter à l'école des sorciers.
Série Harry Potter
La Chambre des secrets
(2002)
Pour plus de détails, voir Fiche technique et Distribution.
Harry Potter à l'école des sorciers (Harry Potter and the Philosopher's Stone) est un film de fantasy britanno-américain réalisé par Chris Columbus, sorti en 2001. Il est suivi par Harry Potter et la Chambre des secrets en 2002.
Le film est adapté du roman du même nom de J. K. Rowling, sorti en 1997. Produit par David Heyman et écrit par Steve Kloves, il constitue le premier volet de la série de films Harry Potter, mettant en vedette Daniel Radcliffe dans le rôle de Harry Potter, Rupert Grint dans le rôle de Ron Weasley et Emma Watson dans le rôle d'Hermione Granger. Son intrigue suit la première année scolaire de Harry Potter à l'école de Poudlard, alors qu'il découvre qu'il est un sorcier célèbre.
Le film suit Harry Potter, jeune orphelin, qui a été élevé par son oncle et sa tante dans des conditions hostiles. À l'âge de onze ans, un demi-géant nommé Rubeus Hagrid lui apprend qu'il possède des pouvoirs magiques et que ses parents ont été assassinés, des années auparavant, par le mage noir Lord Voldemort. Ce dernier avait également essayé de tuer Harry alors qu'il était un bébé, mais le sort a rebondi. En fréquentant pour la première fois le monde des sorciers, accompagné par Hagrid, Harry découvre qu'il y est très célèbre. Il entame sa première année d'études à l'école de sorcellerie Poudlard, où il apprend à maîtriser la magie aux côtés de ses deux nouveaux amis Ron Weasley et Hermione Granger. Au cours de l'année, le trio se trouve impliqué dans le mystère de la pierre philosophale, gardée au sein de l'école et convoitée par un inconnu qu'ils cherchent à démasquer. Ce dernier se révèle être Voldemort, qui habite le corps du professeur Quirrell.
Warner Bros. Entertainment a acheté les droits pour l'adaptation en 1999 pour 1 million de livres sterling (1,65 million de dollars). La production a commencé au Royaume-Uni en 2000, Chris Columbus ayant été choisi pour réaliser le film parmi une liste restreinte de réalisateurs, comprenant Steven Spielberg et Rob Reiner. Rowling a insisté pour que la distribution soit britannique, et les trois acteurs principaux ont été choisis en août 2000 à la suite de castings ouverts. Le film a été tourné aux Leavesden Film Studios et dans certains bâtiments historiques du Royaume-Uni, entre septembre 2000 et mars 2001.
Le film est sorti en salles peu avant Noël 2001. Il est devenu un succès critique et commercial, rapportant 974 millions de dollars au box-office mondial lors de sa première diffusion, et plus d'un milliard de dollars avec les rééditions ultérieures. Il est devenu le film le plus rentable de 2001 et, à cette époque, le deuxième film le plus rentable de tous les temps. Le film a été nommé pour de nombreux prix, notamment aux Oscars pour la meilleure musique originale, la meilleure direction artistique et la meilleure création de costumes. Il a été suivi de sept suites, commençant par Harry Potter et la Chambre des secrets en 2002 et se terminant par Harry Potter et les Reliques de la Mort, partie 2 en 2011, près de dix ans après la sortie du premier film.

## Synopsis
Un soir après un tragique événement, les professeurs Albus Dumbledore, directeur de Poudlard, et Minerva McGonagall, directrice adjointe, attendent Rubeus Hagrid, un demi-géant, gardien des clés et des lieux à Poudlard arriver avec un bébé du nom de Harry Potter. Ce dernier qui vient de perdre ses parents Lily et James Potter est déposé chez sa tante Petunia Dursley, la sœur de Lily et son oncle Vernon. Dumbledore lui souhaite bonne chance.

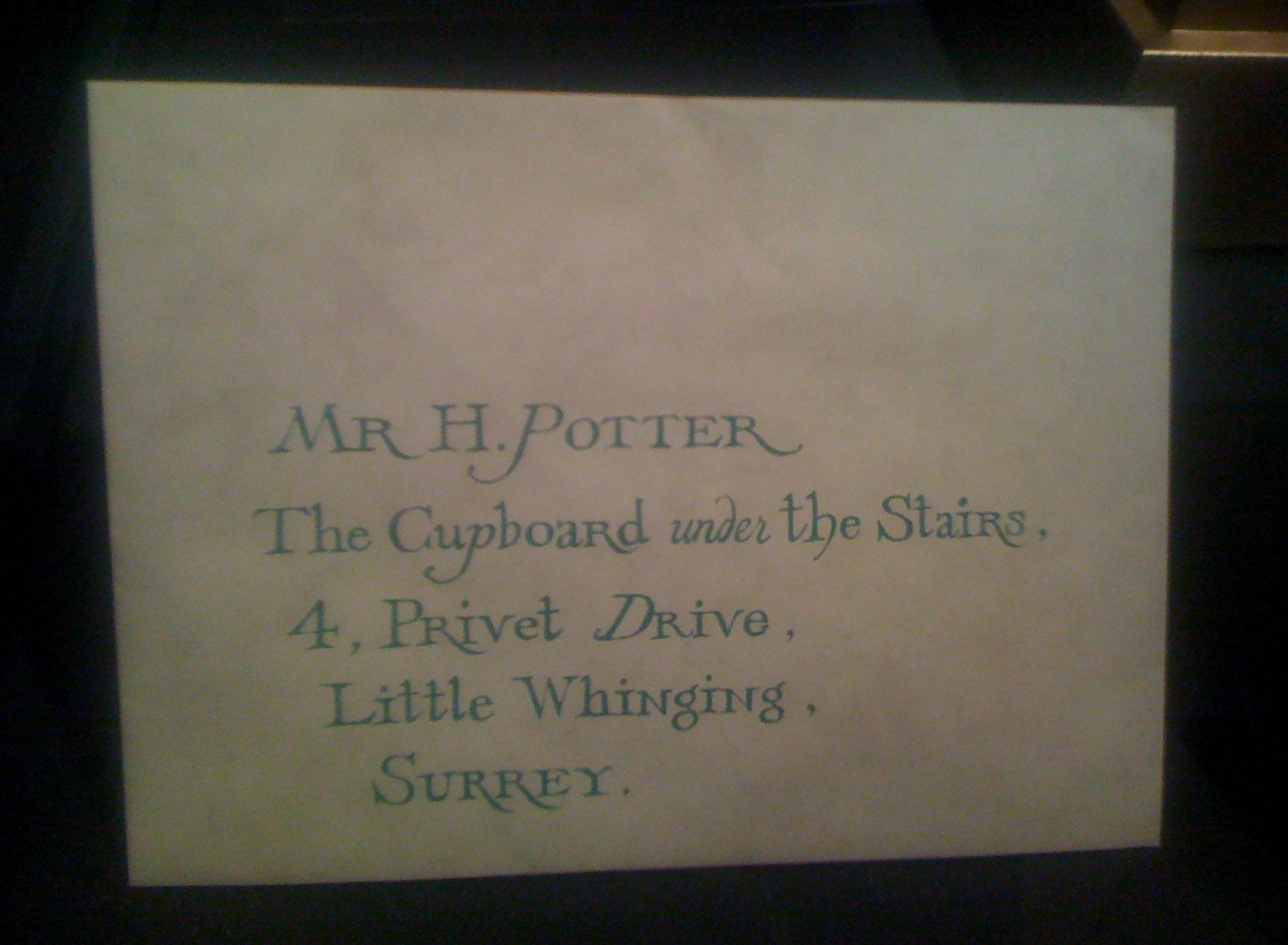
La lettre originale reçue par Harry Potter dans le premier film lui annonçant qu'il est inscrit à l'école de Poudlard. Exposée au musée des miniatures et décors de cinéma de Lyon.

Dix ans plus tard, Harry n'a pas la vie heureuse chez les Dursley qui le maltraitent. Vivant dans le placard sous l'escalier, il est chargé des taches ménagères de la maison et subit les sarcasmes des Dursley. Le jour de l'anniversaire de son cousin, une sortie au zoo est organisée. Mais celui-ci se retrouve piégé dans la cage du serpent après la disparition inexpliquée de la vitre laissant s'échapper le reptile. Vernon, considérant cela comme la faute de son neveu, l'enferme dans son placard. Plus tard, une lettre destinée à Harry arrive chez les Dursley. Mais son oncle la lui confisque avant qu'il ne puisse la lire, voyant qu'elle vient de la mystérieuse école de Poudlard. L'école ne recevant aucune réponse, d'autres lettres, en nombre croissant, sont envoyées en vain. Les Dursley, envahis de lettres, décident de se réfugier dans un phare. Mais la nuit de son anniversaire, Rubeus Hagrid fait irruption dans le phare pour venir chercher Harry afin de l'emmener à l'école de sorciers de Poudlard où il est admis d'après les lettres qu'il a reçu, mais n'ayant pu les lire. Celui-ci découvre qu'il est un sorcier, mais qu'il éprouve une haine féroce de la part de son oncle et sa tante en raison de l'appartenance de ses parents au monde des sorciers et lui ont menti sur la mort de ses parents en lui ayant dit qu'ils avaient eu un accident de voiture. Harry décide de suivre le demi-géant. Avec lui, il se rend au chemin de Traverse. Tous deux se rendent à la banque où Hagrid récupère un étrange paquet, puis Hagrid aide Harry à acheter ses fournitures scolaires, parmi lesquelles se trouve sa baguette magique en bois de houx contenant une plume de phénix en son cœur, qu'il achète dans la boutique Ollivander. C'est également ce jour-là qu'il découvre sa célébrité et qu'il reçoit de Hagrid, en guise de cadeau d'anniversaire, une chouette harfang des neiges qu'il nommera Hedwige. Hagrid lui explique le soir l'origine de sa célébrité : un puissant sorcier du nom de Voldemort avait tué ses parents avant de vouloir s'en prendre à Harry alors bébé, mais une raison mystérieuse en lui réduit le sorcier à néant.
Lors de son voyage vers Poudlard, Harry fait la connaissance de Ron Weasley dans le train, avec qui il se lie immédiatement d'amitié. Puis il fait la connaissance d'une autre élève, Hermione Granger, une sorcière d'origine moldue. Les deux garçons ne l'apprécient pas. Une fois arrivés à Poudlard, Harry rencontre aussi Drago Malefoy, un garçon arrogant et méprisant, appartenant à une famille de sorciers dite de « sang-pur ». Lors de la répartition des élèves dans une des quatre maisons de Poudlard, le « choixpeau », après avoir longuement hésité avec Serpentard, l'envoie finalement - et à cause de l'insistance de Harry - à Gryffondor, tout comme Ron et Hermione. Rapidement, il suscite l'antipathie du professeur Rogue ainsi que de Drago Malefoy, qui a rejoint Serpentard. Pendant les premiers cours ou Harry découvre les pouvoirs de sorciers, l'attitude de Hermione énerve Ron, du fait de son trop grand attachement aux règles et de sa tendance à leur démontrer sans cesse ses connaissances du monde magique. Pourtant le soir d'Halloween, un troll des montagnes libéré s'introduit dans le château et se réfugie dans les toilettes des filles où se trouve Hermione. Harry et Ron lui portent secours et tous trois réussissent à l'assommer. À partir de ce moment, les trois enfants deviennent inséparables.
En parallèle, Harry découvre également ses talents sur un balai magique lors du premier cours de vol quand celui-ci n'hésite pas à s'envoler pour récupérer un objet lancé par Drago qui appartient à un de ses camarades. Cette action, bien qu'interdite, est remarquée par le professeur McGonagall, sa directrice de maison. Cette dernière le nomme attrapeur de l'équipe de quidditch de Gryffondor, un sport pratiqué chez les sorciers, et lui offrira un Nimbus 2000. Le jour du match, Harry fait ses preuves en attrapant le Vif d'or faisant gagner son équipe. Mais il est manqué d'être tué, jusqu'à ce que Hermione enflamme la cape de Rogue qui murmurait des formules magiques. Après le match, les trois enfants ont une discussion avec Hagrid où ils font part de leur soupçons concernant le professeur Rogue après la tentative de meurtre contre Harry. Ils évoquent également l'immense chien à trois tête du nom de Touffu qu'ils ont découvert par hasard au troisième étage interdit aux élèves peu après l'intégration de Harry à l'équipe de quidditch de Gryffondor et qui appartient à Hagrid. Hagrid leur dévoile involontairement que la trappe que surveille le chien renferme un secret partagé entre Dumbledore et Nicolas Flamel. Les enfants ayant entendu son nom décident de faire des recherches sur lui.
Le matin de Noël, Harry reçoit une Cape d'Invisibilité ayant appartenu à son père et décide cette même nuit de chercher dans la Réserve de la bibliothèque des indices sur Nicolas Flamel. S'il ne trouve rien sur Flamel, il découvre en revanche un étrange miroir dans lequel il voit ses parents et une partie de sa famille. Dumbledore lui explique que ce miroir ne lui apporte pas le bonheur et sera déplacé. Ce n'est qu'après les vacances que le trio apprend que Flamel est un célèbre alchimiste et le seul à avoir jamais créé une pierre philosophale, pierre merveilleuse qui permet de transformer en or toute matière solide et qui peut donner la vie éternelle à celui qui la possède. Immédiatement, ils comprennent également que la pierre est gardée dans Poudlard par Touffu. Le soir, le trio rendent visite à Hagrid pour leur faire part de leur découverte. Au même moment, un œuf de dragon qu'il a reçu se met à éclore donnant naissance à un dragon. Mais ils sont surpris par Drago Malefoy. Celui-ci les dénonce au professeur McGonagall, cette dernière punit le trio ainsi que le dénonciateur pour se promener la nuit. Tous les quatre sont envoyés auprès de Hagrid la nuit suivante pour un petit travail dans la très dangereuse Forêt Interdite qui consiste à retrouver une licorne blessée. Mais au cours de la virée, Harry trouve la licorne, ainsi qu'une mystérieuse créature en train de boire son sang. Surprise, elle se tourne vers Harry, mais elle est mise en déroute par un centaure du nom de Firenze, rejoints par les autres. Celui-ci explique que le sang de licorne lui permet de survivre, mais au prix du sang. Ils découvrent que la créature est Voldemort qui est toujours vivant et soupçonnent le professeur Rogue de vouloir voler la pierre pour la donner au mage noir, afin qu'il puisse retrouver ses pouvoirs perdus. Les trois amis découvrent que Hagrid a vendu contre un œuf de dragon le secret permettant de passer devant Touffu sans se faire mordre. Ils découvrent ensuite qu'Albus Dumbledore, le seul homme que Voldemort ait jamais craint, est parti en mission hors de Poudlard. Ils décident alors de passer le soir-même devant Touffu afin d'empêcher Rogue de récupérer la Pierre Philosophale.
Le soir, après avoir immobilisé leur camarade de chambre Neville Londubat qui voulait les empêcher de sortir la nuit, le trio arrive à la trappe au pied du chien et passent plusieurs épreuves, jusqu'à un jeu d'échecs géant où ils doivent jouer. Ron se sacrifie, permettant à Harry de gagner et de passer la porte. De l'autre côté, il découvre que son véritable ennemi qui aidait Voldemort et qui avait tenté de tuer Harry à plusieurs reprises durant l'année était en vérité le professeur Quirrell, qui enseigne la Défense contre les Forces du Mal, et non Rogue. Harry réalise que Voldemort était caché depuis le début derrière le turban de Quirrell. Ce dernier lui prêtait une partie de son corps et de son énergie, en attendant que le mage noir ne retrouve assez de ses pouvoirs pour se matérialiser à nouveau. Le mage noir découvre que la Pierre est cachée dans la poche du pantalon de Harry cachée par Dumbledore à son insu. Quirrell tente de tuer l'enfant, mais celui-ci touche son visage et l'assaillant se désagrège en cendre rapidement. Avec la mort du sorcier, l'esprit du mage noir apparait, puis disparait non sans assommer Harry. Celui-ci se retrouve inconscient, mais a réussi à garder la Pierre dans sa main.
Alors qu'il est encore à l'infirmerie pour se remettre de son combat contre Quirrell, qui s'est soldé par la mort du sorcier, le professeur Dumbledore explique à Harry que la raison qui empêchait Voldemort (et donc Quirrell) de lui faire du mal était la protection qui lui avait été accordée par le sacrifice de Lily Potter, protection qui l'avait également sauvé lorsque Voldemort l'avait attaqué le jour de Halloween 1981. Après toutes ces prouesses, Harry, Ron, Hermione font gagner, avec l'aide involontaire de Neville, la Coupe des quatre maisons à Gryffondor, au grand déplaisir de Drago Malefoy et de ses amis de Serpentard Vincent Crabbe et Grégory Goyle mais au grand bonheur de Minerva McGonagall. Le jour du retour, Harry reçoit de Hagrid l'album de photos de ses parents et considère Poudlard comme sa vraie maison.

## Fiche technique
Sauf indication contraire, les informations mentionnées dans cette section peuvent être confirmées par la base de données cinématographiques IMDb,  présente dans la section « Liens externes ».
- Titre original : Harry Potter and the Philosopher's Stone (littéralement : « Harry Potter la pierre philosophale »)
- Titre français et québécois : Harry Potter à l'école des sorciers
- Titre américain : Harry Potter and the Sorcerer's Stone
- Réalisation : Chris Columbus
- Scénario : Steven Kloves, adapté du roman de J. K. Rowling
- Musique : John Williams
- Décors : Stuart Craig
- Costumes : Judianna Makovsky
- Maquillage : Mark Coulier
- Photographie : John Seale
- Montage : Richard Francis-Bruce
- Effets spéciaux : Robert Legato
- Production : David Heyman ; Chris Columbus, Mark Radcliffe, Michael Barnathan (en)
- Sociétés de production : Heyday Films, 1492 Pictures
- Société de distribution : Warner Bros. Pictures
- Budget : 125 000 000 $
- Pays de production :  Royaume-Uni,  États-Unis
- Langue originale : anglais
- Format : couleur (Technicolor) - 2,39 - 35 mm - DTS-ES / Dolby Digital EX / SDDS (8 canaux) / 12-Track Digital Sound / IMAX 6 canaux / DTS: X
- Durée : 152 minutes / 159 minutes pour la version longue[2]
- Genre : fantasy
- Dates de sortie :
  - Canada, États-Unis, Royaume-Uni : 16 novembre 2001
  - Belgique : 21 novembre 2001
  - France : 5 décembre 2001
- Classification : 
  - Belgique : 9 ans[3]
  - France : tous publics[4]

## Distribution

### Personnages principaux
- Daniel Radcliffe (VF : Kelyan Blanc ; VQ : Émile Mailhiot) : Harry Potter[5].
- Rupert Grint (VF : Olivier Martret ; VQ : Xavier Dolan) : Ron Weasley[6].
- Emma Watson (VF : Manon Azem ; VQ : Stéfanie Dolan) : Hermione Granger[7].

### Personnel de Poudlard
- Robbie Coltrane (VF : Patrick Messe ; VQ : Guy Nadon) : Rubeus Hagrid, gardien des clefs et des lieux à Poudlard et garde-chasse[8].
- Richard Harris (VF : Marc Cassot ; VQ : Hubert Fielden) : Albus Dumbledore, directeur de Poudlard[9].
- Maggie Smith (VF : Claude Chantal ; VQ : Claudine Chatel) : Minerva McGonagall, directrice adjointe de Poudlard, directrice de la maison Gryffondor et professeur de métamorphose[10].
- Alan Rickman (VF : Claude Giraud ; VQ : Daniel Picard) : Severus Rogue, directeur de la maison Serpentard et professeur de potions à Poudlard[11].
- Warwick Davis (VF : Mathieu Buscatto ; VQ : Pierre Auger) : Filius Flitwick, directeur de Serdaigle et professeur de sortilèges à Poudlard[10].
- David Bradley (VF : Serge Lhorca ; VQ : Raymond Bouchard) : Argus Rusard, concierge et surveillant toujours accompagné par Miss Teigne, sa chatte[10].

### Étudiants de Poudlard
- Tom Felton (VF : Dov Milsztajn ; VQ : Sébastien Reding) : Drago Malefoy[12].
- Matthew Lewis (VF : Romain Larue ; VQ : Sébastien Thouny) : Neville Londubat[13].
- James Phelps (VF : Guillaume Légier ; VQ : Renaud Paradis) : Fred Weasley[13].
- Oliver Phelps (VF : Guillaume Légier ; VQ : Renaud Paradis) : George Weasley[13].
- Chris Rankin (VF : Janieck Blanc ; VQ : Joël Legendre) : Percy Weasley[13]

- Version française
  - Studio de doublage : Sonodi
  - Direction artistique : Jenny Gérard
  - Adaptation : Juliette Vigouroux et Alain Cassard

Sources et légende : version française (VF) sur AlloDoublage et version québécoise (VQ) sur Doublage Québec

## Production

### Développement

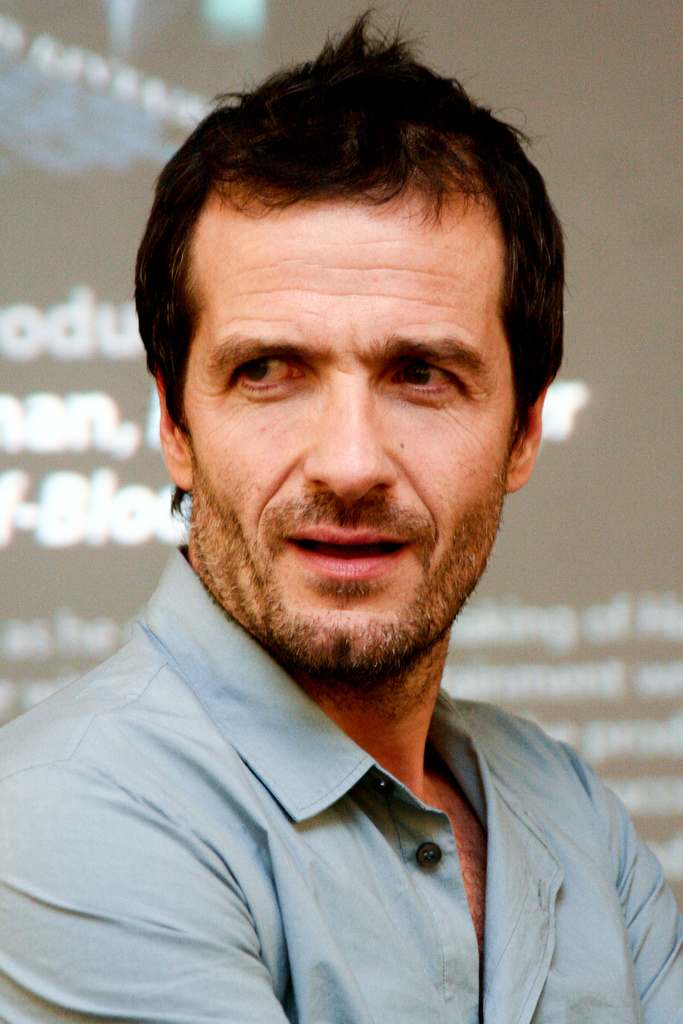
David Heyman, producteur britannique

En 1997, le producteur David Heyman recherche un livre pour enfants susceptible d’être adapté en un film à succès. Il envisage d’abord de produire The Ogre Downstairs de Diana Wynne Jones, mais le projet échoue. Son équipe, au sein de Heyday Films, lui propose alors Harry Potter à l’école des sorciers, que son assistante considère comme « une idée géniale ». Heyman soumet le projet à Warner Bros. et, en 1999, J.K. Rowling vend à la société les droits d’adaptation des quatre premiers tomes de Harry Potter pour un montant estimé à un million de livres sterling. Rowling pose cependant une condition essentielle : le casting doit rester strictement britannique et irlandais, ce qui conduit notamment au choix de Richard Harris pour le rôle d’Albus Dumbledore et de Fiona Shaw pour celui de Petunia Dursley. Des acteurs étrangers ne peuvent être engagés que si cela est impératif au regard de l’intrigue, comme dans Harry Potter et la Coupe de feu (2005), où certains personnages sont explicitement décrits comme français ou d’Europe de l’Est. Rowling se montre initialement réticente à céder les droits, craignant de perdre le contrôle sur le développement de l’histoire. Elle refuse notamment de vendre les droits des personnages, ce qui aurait permis à Warner Bros. de produire des suites non écrites par elle.
Bien que Steven Spielberg entame des négociations pour réaliser le film, il décline finalement l’offre. Il souhaite, selon les rapports, en faire une adaptation animée, avec l’acteur américain Haley Joel Osment pour prêter sa voix à Harry Potter, ou réaliser un film qui intégrerait des éléments issus des tomes suivants. Spielberg justifie sa décision en affirmant que, selon lui, le projet équivaut à 
« tirer sur des canards dans un tonneau. C’est un coup facile. C’est comme retirer un milliard de dollars et le déposer sur son compte personnel. Il n’y a aucun défi ». J.K. Rowling précise n’avoir joué aucun rôle dans le choix des réalisateurs des films, et déclare que « quiconque pense que j’aurais pu (ou voulu) opposer mon veto à Spielberg a besoin de faire réviser sa Plume à Papote ». David Heyman se souvient que Spielberg opte finalement pour la réalisation de A.I. Intelligence artificielle (2001). Dans une interview de 2023, Spielberg indique avoir décliné le projet afin de consacrer du temps à sa famille.
Après le départ de Steven Spielberg, les discussions se poursuivent avec d'autres réalisateurs, parmi lesquels Chris Columbus, Terry Gilliam, Jonathan Demme, Mike Newell (qui réalisera plus tard le quatrième film), Alan Parker, Wolfgang Petersen, Rob Reiner, Tim Robbins, Brad Silberling, David Fincher et Peter Weir,,. Shyamalan décline l’offre, étant déjà engagé sur le tournage de Signs (2002). En mars 2000, Petersen et Reiner se retirent à leur tour de la sélection, ce qui réduit les options aux réalisateurs Brad Silberling, Chris Columbus, Alan Parker et Terry Gilliam.

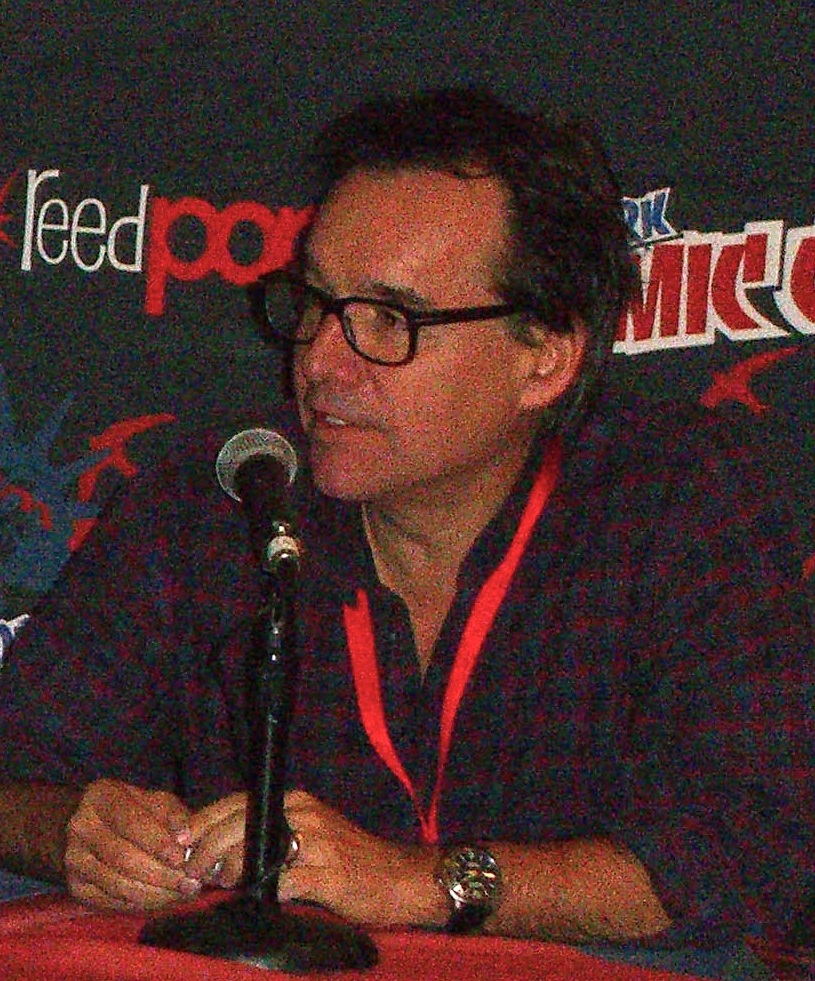
Chris Columbus, producteur de la saga et réalisateur dHarry Potter à l'école des sorciers

Le premier choix de J.K. Rowling pour la réalisation est Terry Gilliam. Toutefois, Warner Bros. opte pour Chris Columbus, mettant en avant son expérience dans le cinéma familial, notamment avec Home Alone (1990) et Mrs. Doubtfire (1993), comme justification de leur décision. Columbus découvre la série de romans après que sa fille l'encourage à lire les trois premiers tomes. Enthousiasmé, il contacte alors son agent afin d’organiser une rencontre avec Warner Bros. dans l’espoir de diriger le film. Informé qu’au moins 25 autres réalisateurs sont également intéressés, Columbus demande que sa réunion soit programmée en dernier, afin de marquer les esprits et de rester « la personne la plus fraîche dans la mémoire du studio ».
Pendant les deux semaines précédant sa rencontre avec les dirigeants de Warner Bros., Chris Columbus rédige une version du scénario de 130 pages, annotée et destinée à exposer en détail sa vision du ton du film. Le jour de l’entretien, en présence notamment d’Alan F. Horn, il présente un exposé passionné de 45 minutes, accompagné de son script commenté. Quelques semaines plus tard, Warner Bros. lui annonce qu’il est retenu pour diriger le film et l’envoie en Écosse pour rencontrer J.K. Rowling et David Heyman. Lors de cette réunion, Columbus expose sa vision du film pendant deux heures. Il souhaite que les scènes situées dans le monde moldu soient « ternes et moroses », tandis que celles se déroulant dans le monde magique doivent être « baignées de couleurs, de nuances et de détails ». Il s’inspire des adaptations de Great Expectations (1946) et Oliver Twist (1948) par David Lean, recherchant une esthétique cinématographique sombre et nuancée. Il puise également son inspiration dans les palettes colorées de Oliver! (1968) et The Godfather (1972).
Steve Kloves est choisi pour écrire le scénario du film. Il qualifie l’adaptation du livre de « difficile », estimant qu’il ne se prête pas aussi facilement à la transposition cinématographique que les deux tomes suivants. Kloves reçoit régulièrement de Warner Bros. des résumés de livres susceptibles d’être adaptés, qu’il admet « presque jamais lire », mais Harry Potter retient immédiatement son attention. Il achète le roman et devient rapidement un fervent admirateur de la série.
Lors de ses échanges avec Warner Bros., Kloves insiste sur deux points essentiels : le film doit rester britannique et fidèle aux personnages. Il se montre nerveux à l’idée de rencontrer J.K. Rowling pour la première fois, craignant qu’elle ne le perçoive comme celui qui allait « détruire son bébé ». Rowling, de son côté, confie qu’elle était « vraiment prête à détester ce Steve Kloves », mais qu’elle change d’avis dès leur premier entretien. Elle se souvient : « La première fois que je l’ai rencontré, il m’a dit : ‘Tu sais qui est mon personnage préféré ?’ Et je me suis dit, Tu vas dire Ron. Je sais que tu vas dire Ron. Mais il a dit ‘Hermione’. Et j’ai juste fondu ». Rowling obtient une grande liberté créative sur le projet, un arrangement que Chris Columbus accepte sans réserve.
Warner Bros. prévoit initialement de sortir le film durant le week-end du 4 juillet 2001, ce qui impose un calendrier de production particulièrement serré. Cette contrainte temporelle pousse plusieurs réalisateurs pressentis à se retirer du projet. Face à ces difficultés, la date de sortie est finalement repoussée au 16 novembre 2001.

### Casting
J.K. Rowling insiste pour que le casting soit exclusivement britannique. Susie Figgis est nommée directrice de casting et collabore avec Chris Columbus et Rowling pour les auditions des rôles principaux de Harry, Ron et Hermione. Des castings ouverts sont organisés pour ces trois personnages, en ne retenant que des enfants britanniques,. Les auditions se déroulent en trois étapes : les candidats doivent d’abord lire une page du roman, puis improviser une scène représentant l’arrivée des élèves à Poudlard, et enfin lire plusieurs pages du script devant Columbus. Certaines scènes du scénario de Columbus pour Le Secret de la pyramide (1985) sont également utilisées lors des essais. Le 11 juillet 2000, Susie Figgis quitte la production, critiquant le fait que Columbus ne juge aucun des milliers d’enfants auditionnés « digne » du rôle. Elle démissionne finalement à la suite de désaccords avec Columbus concernant le choix de l’acteur principal. Ce dernier aurait envisagé de confier les rôles, y compris celui de Harry, à des acteurs américains, avec des rumeurs évoquant Joel Osment ou Jake Lloyd (Star Wars, épisode I : La Menace fantôme 1999) comme prétendants potentiels.
En août 2000, Alan Rickman et Richard Harris sont en négociations finales pour incarner respectivement Severus Rogue et Albus Dumbledore, des rôles confirmés plus tard dans le mois. Le premier choix pour interpréter Rogue est Tim Roth, qui refuse finalement la proposition afin de participer à La Planète des singes (2001),. Plusieurs acteurs sont envisagés pour le rôle de Dumbledore. Sean Connery et Christopher Lee se voient proposer le personnage, mais déclinent tous deux l’offre ; Lee préfère se consacrer à Le Seigneur des anneaux : La Communauté de l'anneau (2001),. Patrick McGoohan est également approché, mais refuse pour des raisons de santé.
Le 14 août 2000, Maggie Smith et Robbie Coltrane, tous deux favoris de J.K. Rowling, sont choisis pour incarner respectivement Minerva McGonagall et Rubeus Hagrid,,. Selon Susie Figgis, l’acteur américain Robin Williams manifeste son intérêt pour le rôle de Hagrid, mais sa candidature est écartée en raison de la règle imposant un casting« exclusivement britannique et irlandais », une directive que Chris Columbus tient fermement à respecter,.

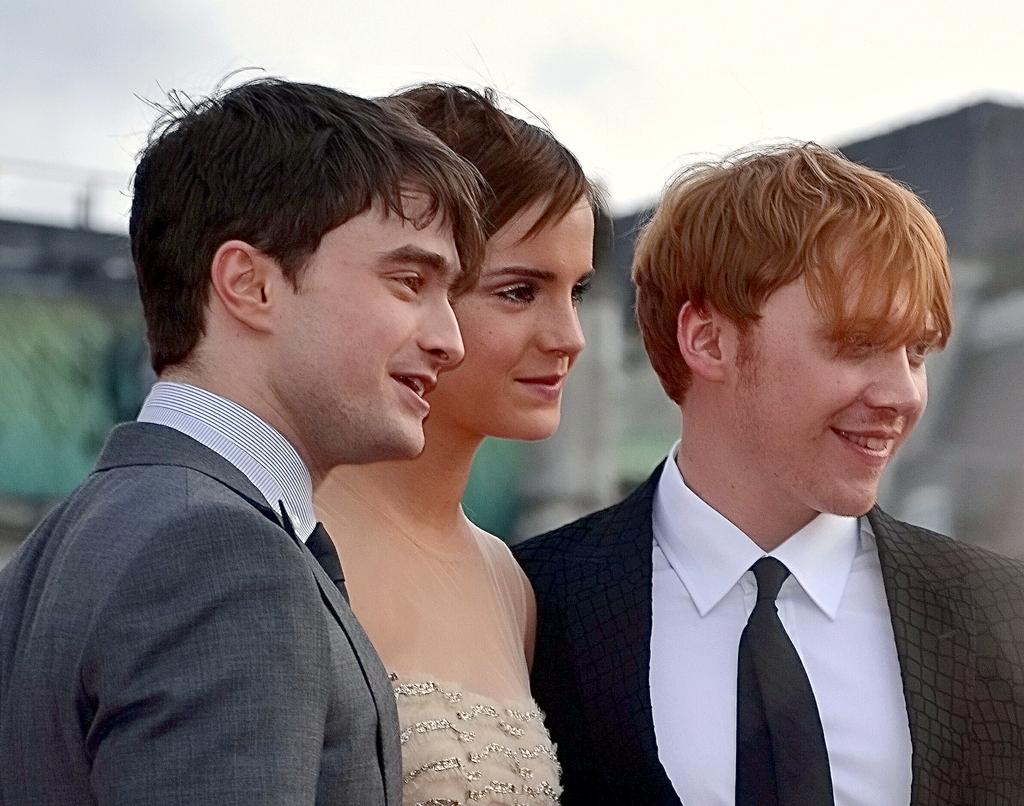
Daniel Radcliffe, Emma Watson et Rupert Grint

Le 21 août 2000, Daniel Radcliffe, ainsi que les nouveaux venus Rupert Grint et Emma Watson, sont choisis pour interpréter respectivement Harry Potter, Ron Weasley et Hermione Granger. Selon Chris Columbus, le rôle de Harry s’avère être le plus difficile à attribuer. Des centaines de jeunes acteurs auditionnent pour le personnage, parmi lesquels Liam Aiken, Jamie Campbell Bower (qui incarnera plus tard le jeune Gellert Grindelwald dans le septième film), Tom Felton (également candidat pour le rôle de Ron, mais finalement retenu pour celui de Draco Malfoy), Nicholas Hoult, William Moseley et, Jack Whitehall.
Liam Aiken est pressenti comme favori, ayant déjà travaillé avec Columbus sur Ma meilleure ennemie (1998). Toutefois, J.K. Rowling maintient fermement sa règle du casting exclusivement britannique et appelle même Columbus pour confirmer qu’Aiken ne sera pas retenu. Gabriel Thomson est également mentionné comme ayant obtenu le rôle de Harry, une information finalement démentie lors de l’annonce officielle du choix de Daniel Radcliffe.
Hatty Jones, connue pour son rôle principal dans Madeline (1998), est envisagée pour incarner Hermione Granger et auditionne aux côtés d’Emma Watson. Elle est toutefois écartée par la suite, jugée trop âgée pour le rôle. La chanteuse Katy B passe également une audition pour Hermione, tandis que Thomas Brodie-Sangster auditionne pour le rôle de Ron Weasley.
En novembre 2000, Julie Walters et John Cleese rejoignent la distribution pour incarner respectivement Molly Weasley et le fantôme Nick Quasi-Sans-Tête,. L’actrice américaine Rosie O'Donnell rencontre Chris Columbus pour exprimer son intérêt pour le rôle de Molly, mais, à l’instar de Robin Williams et Liam Aiken, elle est écartée en raison de la règle imposant un casting exclusivement britannique. David Thewlis auditionne pour le rôle de Quirinus Quirrell, avant d’être finalement choisi pour interpréter Remus Lupin dans Harry Potter et le Prisonnier d'Azkaban (2004). J.K. Rowling est un temps envisagée pour incarner Lily Evans, la mère de Harry, mais elle décline l’offre, et Geraldine Somerville est alors retenue pour le rôle.

### Tournage
Deux représentants de l'industrie cinématographique britannique demandent que le film soit tourné au Royaume-Uni. Ils proposent leur aide pour trouver des lieux de tournage, obtenir l'utilisation des studios de Leavesden, et modifier la législation britannique sur le travail des enfants en augmentant légèrement le nombre d’heures de travail hebdomadaires autorisées et en assouplissant les horaires des cours sur les plateaux. Warner Bros accepte leur proposition.

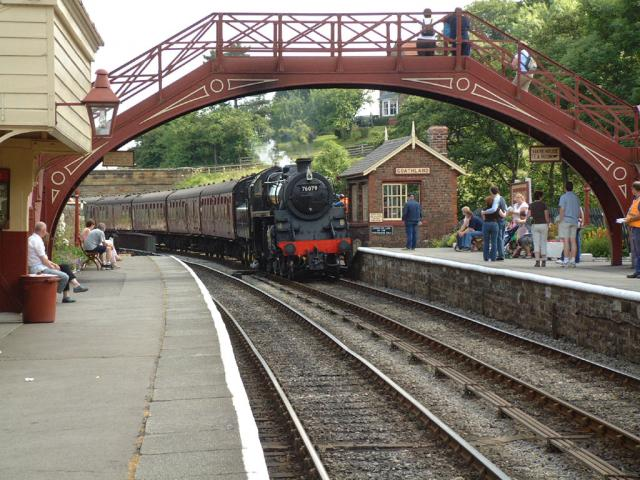
Gare de Goathland ayant servi de lieu de tournage

Le tournage principal débute le 29 septembre 2000 aux studios de Leavesden. Le 2 octobre 2000, des scènes sont filmées à la gare de Goathland, dans le North Yorkshire. La cathédrale de Canterbury et le château d’Inverailort, en Écosse, sont envisagés comme lieux potentiels pour représenter Poudlard ; cependant, Canterbury refuse la proposition de Warner Bros., invoquant des inquiétudes liées au thème jugé « païen » du film,.
Finalement, le château d’Alnwick et la cathédrale de Gloucester sont choisis comme principaux sites pour les extérieurs de Poudlard, certaines scènes étant également tournées à Harrow School. D'autres séquences se déroulant à Poudlard sont filmées à la cathédrale de Durham sur une période de deux semaines ; ces prises incluent des scènes de couloirs et de salles de classe,. La Divinity School de l’université d’Oxford est utilisée pour représenter l’infirmerie de Poudlard, tandis que la bibliothèque Duke Humfrey, intégrée à la Bibliothèque Bodléienne, sert de décor à la bibliothèque de l’école.
Le tournage des scènes situées à Privet Drive a lieu sur Picket Post Close, à Bracknell dans le Berkshire. Initialement prévue pour une journée, la captation dans cette rue s’étend sur deux jours, ce qui entraîne une augmentation des compensations versées aux résidents. Pour les scènes ultérieures de la saga se déroulant à Privet Drive, un décor est construit aux studios de Leavesden, solution jugée plus économique que le tournage en extérieur. L’Australia House, à Londres, est choisie pour représenter la banque des sorciers, Gringotts, tandis que la salle des trophées de Poudlard est filmée à Christ Church, à Oxford. La Maison des Reptiles du zoo de Londres sert de décor à la scène où Harry libère accidentellement un serpent sur Dudley, et la gare de King's Cross est utilisée conformément à sa description dans le livre. Le tournage s’achève le 23 mars 2001, avec des travaux de post-production se poursuivant jusqu’en juillet de la même année.
En raison de la différence de titre entre les versions britannique (Philosopher's Stone) et américaine (Sorcerer's Stone), toutes les scènes mentionnant explicitement la pierre philosophale doivent être tournées deux fois : une avec les acteurs prononçant « philosopher's » et une autre avec « sorcerer's ». Daniel Radcliffe, dont les yeux sont naturellement bleus, devait à l'origine porter des lentilles vertes pour correspondre à la description de Harry dans les livres. Toutefois, ces lentilles provoquent une irritation sévère chez l’acteur. Après consultation avec J.K. Rowling, il est convenu que Harry pourra avoir les yeux bleus dans le film. Radcliffe révèle également que le port des lunettes de Harry déclenche ses allergies lors de la première utilisation.

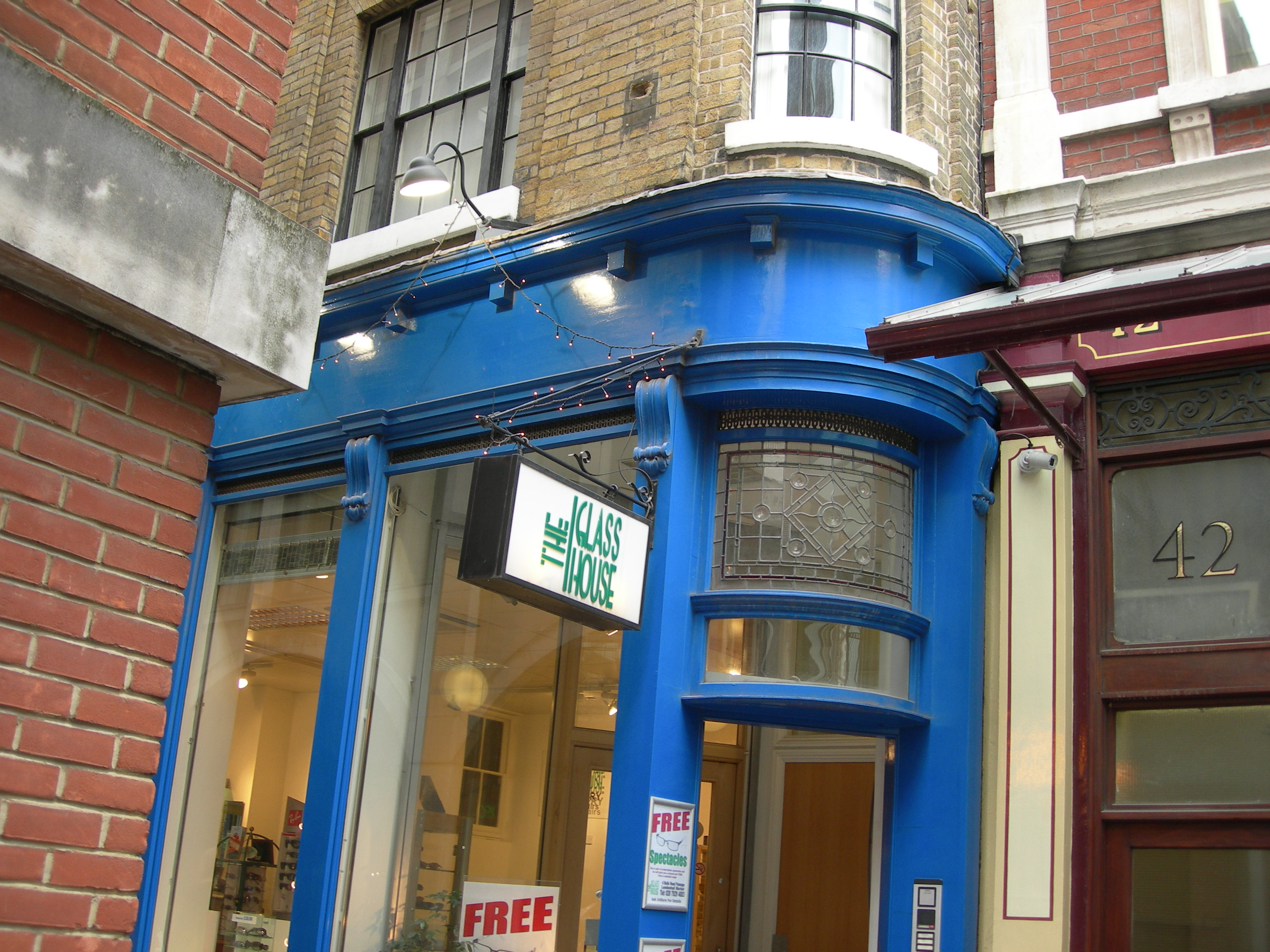
Le magasin de Londres utilisé pour l'extérieur du Chaudron Baveur

Chris Columbus explique que le film comporte de nombreuses coupes et qu’il a été tourné avec plusieurs caméras, car il éprouve des difficultés à faire en sorte que les jeunes acteurs cessent de « sourire directement à la caméra »,.
La locomotive à vapeur utilisée dans le film pour représenter le Poudlard Express est la GWR 4900 Class 5972 Olton Hall. Toutefois, elle n’est pas le premier choix envisagé pour ce rôle. Afin de promouvoir les livres, la locomotive 34027 Taw Valley de la Southern Railway est temporairement repeinte et renommée en tant que Poudlard Express. Cependant, le réalisateur Chris Columbus la rejette, la jugeant « trop moderne » pour l’esthétique du film,.

### Conception et effets spéciaux

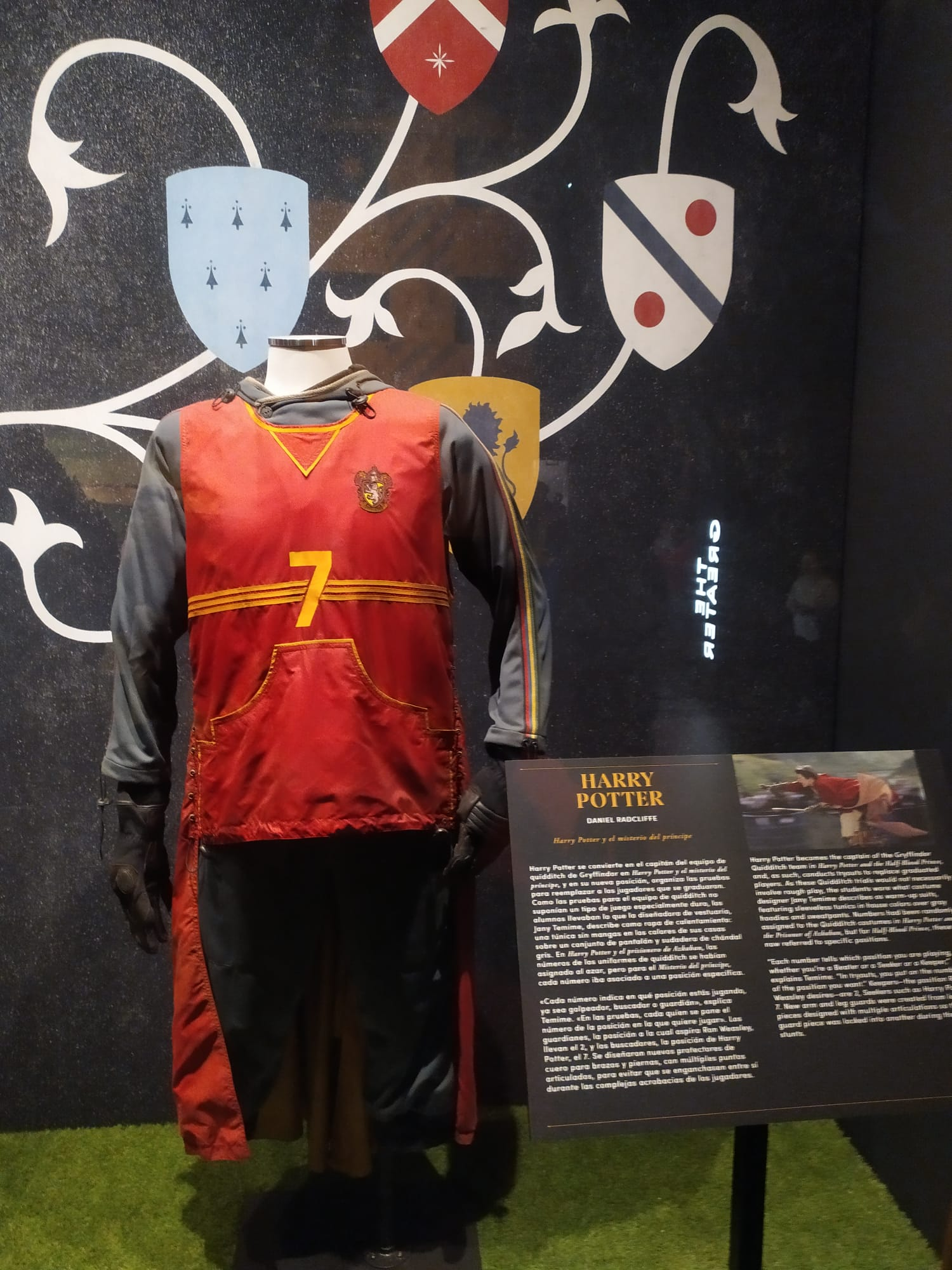
Tenue de Quidditch à l'exposition de Barcelone

Judianna Makovsky est chargée de la conception des costumes. Elle repense les tenues de Quidditch, ayant d'abord envisagé d’utiliser celles figurant sur la couverture de l’édition américaine du livre, mais les juge finalement « désordonnées ». Elle opte à la place pour un style mêlant pulls preppy, culottes de type escrime du XIXe siècle et protections pour les bras. Le chef décorateur Stuart Craig conçoit les décors aux studios de Leavesden, notamment la Grande Salle de Poudlard, dont l’architecture s’inspire de nombreuses cathédrales anglaises. Bien qu’il lui soit initialement demandé de tourner les scènes du Chemin de Traverse dans une rue ancienne existante, Craig préfère créer un décor original, combinant des éléments d’architecture Tudor, géorgienne et Queen Anne.
Chris Columbus prévoit initialement d’utiliser à la fois des animatroniques et des images de synthèse pour donner vie aux créatures magiques, notamment à Touffu. Nick Dudman, ayant travaillé sur Star Wars, épisode I : La Menace fantôme, est chargé de la création des prothèses nécessaires, tandis que le Jim Henson's Creature Shop est sollicité pour les effets liés aux créatures. John Coppinger indique que les créatures magiques doivent être redessinées à plusieurs reprises avant d’atteindre un résultat satisfaisant.
Le film comporte près de 600 plans à effets spéciaux, réalisés par plusieurs sociétés spécialisées. Industrial Light & Magic conçoit le visage de Lord Voldemort apparaissant à l’arrière de la tête de Quirrell, Rhythm & Hues s’occupe de l’animation de Norbert, le bébé dragon de Hagrid, et Sony Pictures Imageworks réalise les scènes de Quidditch.

### Musique

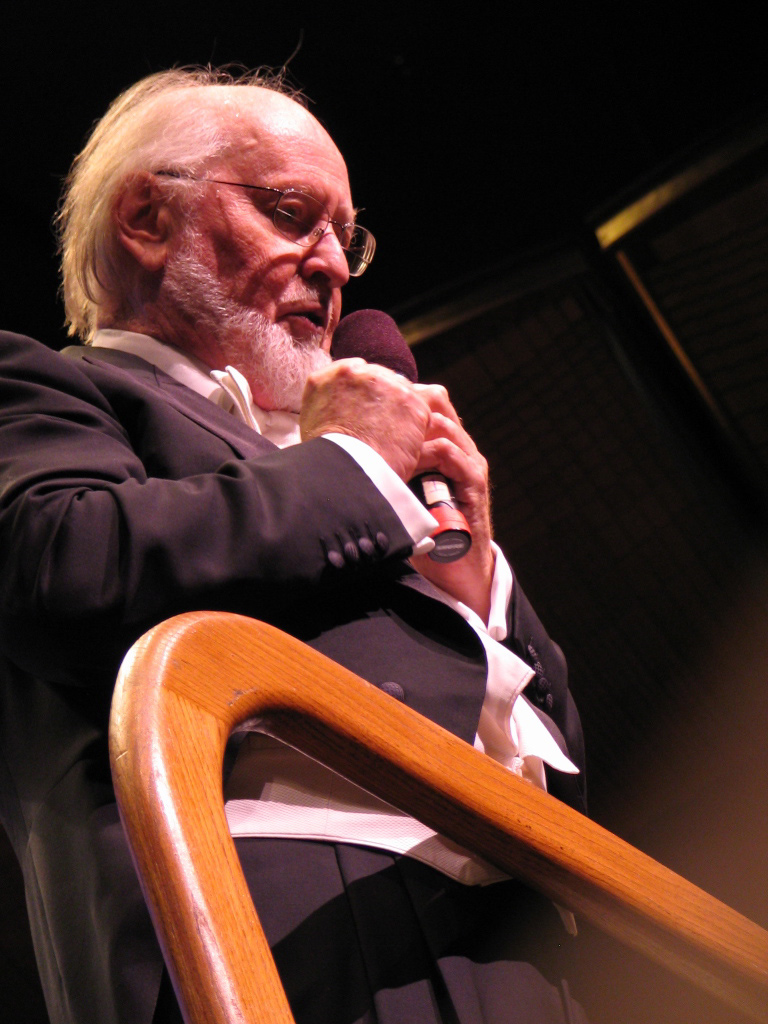
John Williams a composé la musique du film.

Harry Potter and the Philosopher's Stone, composé par John Williams, est un album sorti le 30 octobre 2001 en France. Il a également composé les musiques des deux films suivants. Le thème principal de ce film qu'on retrouve plus ou moins dans les autres est le Hedwig's Thème. Les autres mélodies sont dérivées de ce thème. Quelques musiques stressantes dont la confrontation de Harry à Voldemort, aussi des rythmes entraînants comme le match de Quidditch entre autres.

## Différences par rapport au livre
Chris Columbus consulte régulièrement J.K. Rowling afin de s’assurer de l’exactitude des moindres détails. Steve Kloves décrit l’adaptation cinématographique comme étant « très fidèle » au livre. Il ajoute certains dialogues au scénario, avec l’approbation de Rowling. Toutefois, l’une des répliques initialement prévues doit être retirée après que Rowling l’informe qu’elle contredirait directement un événement du cinquième tome, Harry Potter et l'Ordre du Phénix, alors encore non publié.
Plusieurs personnages secondaires sont supprimés dans l’adaptation cinématographique, notamment Peeves, le poltergeist. Rik Mayall avait été choisi pour l’incarner, mais ses scènes sont coupées au montage et jamais diffusées [116]. Le premier chapitre du livre, raconté du point de vue de Vernon et Petunia Dursley, est également absent du film. La première rencontre entre Harry et Drago dans la boutique de Madame Guipure, tout comme le duel de minuit, sont omis.
Dans le film, c’est Dumbledore qui est chargé d’emmener Norbert, le bébé dragon de Hagrid, alors que dans le livre, Harry et Hermione doivent le remettre en main propre aux amis de Charlie Weasley. Cette modification entraîne un ajustement du scénario concernant la retenue : dans le livre, Rusard surprend Harry et Hermione quittant la tour d’Astronomie, les assignant à une retenue avec Neville et Malefoy. Dans le film, les trois protagonistes se retrouvent en retenue après que Malefoy les a trouvés chez Hagrid en dehors des horaires autorisés. Steve Kloves indique que c’est « la seule partie du livre que Rowling estimait pouvoir être facilement modifiée ». Le terrain de Quidditch est lui aussi repensé pour le film : au lieu d’un stade traditionnel, il est présenté comme un champ ouvert entouré de tours pour les spectateurs.

## Distribution

### Marketing
Le premier teaser poster du film est dévoilé le 1er décembre 2000. Le premier teaser trailer est diffusé par satellite le 2 mars 2001 et projeté pour la première fois en salles à l’occasion de la sortie du film Spot. Un jeu vidéo basé sur le film est publié par Electronic Arts le 15 novembre 2001 sur plusieurs consoles, puis porté en 2003 sur GameCube, PlayStation 2 et Xbox.
Mattel obtient les droits de production de jouets dérivés du film, distribués exclusivement dans les boutiques Warner Bros.. Hasbro conçoit également des produits, notamment des confiseries inspirées de l’univers de la saga. Warner Bros. conclut un accord promotionnel estimé à 150 millions de dollars avec Coca-Cola, bien que certaines sources évoquent plutôt un montant global de 40 à 50 millions de dollars. La marque Lego lance une série de sets inspirés des bâtiments et scènes du film, accompagnée d’un jeu vidéo Lego Creator adapté au même univers.

### Sortie en salle
Harry Potter à l'école des sorciers est présenté en avant-première mondiale le 4 novembre 2001 à l’Odeon Leicester Square de Londres. Pour l’occasion, le cinéma est décoré de manière à évoquer l’école de sorcellerie Poudlard.
Le film bénéficie d’avant-premières au Royaume-Uni les 10 et 11 novembre 2001, projeté sur 1 137 écrans répartis dans 491 cinémas. Sa sortie officielle a lieu le 16 novembre 2001, avec une diffusion sur 1 168 écrans dans 507 cinémas au Royaume-Uni et en Irlande, ainsi que dans 3 672 cinémas aux États-Unis et au Canada. Il s’agit alors de la sortie la plus large jamais réalisée dans ces deux pays,.

### Sortie en VHS/DVD
Harry Potter à l'école des sorciers sort en VHS et DVD le 11 mai 2002 au Royaume-Uni, puis le 28 mai 2002 aux États-Unis. Entre mai et juin 2002, 10 millions d'exemplaires sont écoulés, dont près de 60 % sous forme de DVD. Le film génère 19,1 millions de dollars de revenus en location, dépassant The Fast and the Furious pour devenir le DVD le plus loué à ce jour. Ce record est ensuite battu par La Mémoire dans la peau en janvier 2003.
En décembre 2009, une « Édition Ultime » en 4 disques est commercialisée. Elle inclut sept minutes de scènes supprimées réintégrées, un documentaire de long métrage intitulé Creating the World of Harry Potter Part 1: The Magic Begins, ainsi qu’un livret relié de 48 pages. La version longue du film, d’une durée d’environ 159 minutes, avait déjà été diffusée lors de certaines diffusions télévisées.
Le film est ressorti en DVD dans le coffret Harry Potter: The Complete 8-Film Collection (8 disques) en novembre 2011, puis en Blu-ray dans la collection Hogwarts Collection (31 disques) en avril 2014. Il est également sorti en UHD Blu-ray au sein du coffret Harry Potter: 8-Film Collection (16 disques) en novembre 2017.
L'ensemble des films sortent sur Netflix le 1er novembre 2018 et est retiré le 1er novembre 2019,.

## Accueil

### Box office
Au Royaume-Uni et en Irlande, Harry Potter à l'école des sorciers a établi un record de recettes journalières avec 3,6 millions de livres sterling dès son premier jour d’avant-premières, battant ainsi le record détenu par Toy Story 2. Il a ensuite engrangé 3,1 millions de livres le dimanche suivant, portant le total des avant-premières à 6,7 millions de livres.
Le film a réalisé le meilleur week-end d'ouverture de tous les temps (en incluant et excluant les avant-premières), avec 16,3 millions de livres (dont 9,6 millions sans les avant-premières, soit 13,8 millions de dollars), et un nouveau record de recettes sur une seule journée le samedi, avec 3,99 millions de livres,. Un autre record a été établi le dimanche suivant, avec 3,6 millions de livres. Le film a également enregistré un deuxième week-end record avec 8,4 millions de livres, et il est resté numéro un du box-office britannique pendant cinq semaines consécutives. Le film a terminé sa carrière avec 66,1 millions de livres de recettes au Royaume-Uni, devenant ainsi le deuxième film le plus rentable de tous les temps dans le pays (derrière Titanic), avant d'être surpassé plus tard par Mamma Mia!. Aux États-Unis et au Canada, Harry Potter à l'école des sorciers a rapporté 32,3 millions de dollars le jour de sa sortie, battant le record de recettes sur une seule journée précédemment détenu par Star Wars : Épisode I – La Menace fantôme (1999). Le deuxième jour, ses recettes ont grimpé à 33,5 millions de dollars, établissant à nouveau un record pour la plus grosse journée de tous les temps. Sur son premier week-end, le film a engrangé 90,3 millions de dollars, dépassant le record du meilleur week-end d'ouverture, précédemment détenu par Le Monde perdu : Jurassic Park (1997). Ce record a tenu jusqu'en mai suivant, quand Spider-Man (2002) a réalisé 114,8 millions de dollars lors de son week-end de lancement.
Le film a également battu le record de Batman Forever pour le plus gros week-end d'ouverture pour un film Warner Bros., un titre qu’il conservera jusqu'à The Matrix Reloaded en 2003,. Il a aussi surpassé de nombreux autres records, notamment celui de Monsters, Inc. pour le plus grand week-end d'ouverture de novembre, de La Planète des singes pour le plus gros week-end hors vacances, celui du plus grand nombre d'entrées un vendredi et du plus gros week-end d'ouverture de l'année, de Le Retour de la momie pour le samedi le plus rentable, de Maman, j'ai encore raté l'avion ! pour la meilleure ouverture d’un film réalisé par Chris Columbus, et de Mission: Impossible 2 pour le plus grand nombre de projections, avec une diffusion dans 3 672 cinémas. En seulement cinq jours, le film est devenu le plus rapide à atteindre les 100 millions de dollars de recettes. À Taïwan, il a rapporté 2,3 millions de dollars en deux jours, pour un total mondial de 107 millions de dollars lors de son premier week-end. Il est resté en tête du box-office américain pendant trois week-ends consécutifs, avant d'être détrôné par Ocean's Eleven,,. Le film a aussi établi un record de recettes sur le week-end prolongé de Thanksgiving (du mercredi au dimanche) avec 82,4 millions de dollars, un record qui tiendra douze ans, jusqu'à ce que Hunger Games : L'Embrasement (2013) et La Reine des neiges (2013) le dépassent avec respectivement 110,1 et 94 millions. À Noël, il était devenu le film le plus rentable de l’année, détrônant Shrek.
Le film rapporte 350 millions de dollars et totalise près de 57 millions d'entrées (1er film au box-office annuel 2001) en fin d'exploitation rien qu'aux États-Unis. Des résultats similaires ont été enregistrés dans le reste du monde. Une semaine après sa sortie aux États-Unis, le film a été distribué dans 15 autres marchés et a battu le record du meilleur démarrage en Allemagne, avec 18,7 millions de dollars de recettes. Il a également établi des records d'ouverture en Autriche, au Brésil, au Danemark, en Finlande, aux Pays-Bas, en Norvège, en Suède et en Suisse alémanique.
Le week-end suivant, après une extension à 31 pays, le film a réalisé un nouveau record de recettes à l’international avec 60,9 millions de dollars, dont des démarrages record en Australie, en Grèce, en Israël, au Japon (12,5 millions de dollars), en Nouvelle-Zélande et en Espagne. Il a battu un autre record le week-end suivant avec 62,3 millions de dollars dans 37 pays, établissant de nouveaux sommets en France, en Italie et en Suisse romande. Le record du week-end d’ouverture international sera maintenu jusqu’à ce qu’il soit battu par Star Wars : Épisode II – L’Attaque des clones (2002) l’année suivante. Au cours de son exploitation en salles, le film a engrangé 974 millions de dollars dans le monde, dont 317 millions aux États-Unis et 657 millions à l’international, ce qui en a fait le deuxième film le plus rentable de l’histoire à l’époque, ainsi que le film le plus lucratif de l’année. Il a également dépassé Twister (1996) pour devenir le film Warner Bros. le plus rentable de tous les temps. Il s'agit du deuxième film Harry Potter le plus rentable après Les Reliques de la Mort – Partie 2. Selon Box Office Mojo, le film aurait vendu plus de 55,9 millions de billets aux États-Unis et au Canada.
En août 2020, Harry Potter à l’école des sorciers a été ressorti dans plusieurs pays, notamment en Chine dans une version restaurée en 4K 3D, où il a rapporté 26,4 millions de dollars. Grâce à cette reprise, le film a franchi la barre du milliard de dollars de recettes mondiales, atteignant un total de 1,026 milliard de dollars. Il est ainsi devenu le deuxième film de la saga à dépasser ce seuil symbolique, après Les Reliques de la Mort – Partie 2.

### Accueil critique
Sur Rotten Tomatoes, le film obtient un taux d'approbation de 80 % basé sur 202 critiques, avec une note moyenne de 7,1/10. Le consensus critique du site indique : « Harry Potter à l'école des sorciers reste fidèle à son matériau d'origine tout en condensant le récit foisonnant du roman en une aventure magique cinématographique captivante – et souvent palpitante. ». Sur Metacritic, il affiche une moyenne pondérée de 65 sur 100, basée sur 36 critiques, ce qui indique des « critiques généralement favorables ». Le public interrogé par CinemaScore a attribué au film la note moyenne de « A » sur une échelle allant de A+ à F.
Le critique de cinéma Roger Ebert considère le premier film comme « un classique enchanteur qui rend pleinement justice » à l’histoire de J. K. Rowling, en précisant que le film n'est pas tombé dans le piège de rendre les choses « trop mignonnes et câlines » afin d'être mieux adapté aux enfants.
Les critiques du Telegraph et du magazine Empire ont également salué le film, Alan Morrison de ce dernier qualifiant une scène en particulier de « séquence phare du film »,. Brian Linder d'IGN a lui aussi rédigé une critique positive, tout en concluant que le film « n’est pas parfait, mais constitue pour moi un bon complément à une série de livres que j’adore ». Bien qu’elle ait critiqué la dernière demi-heure, Jeanne Aufmuth de Palo Alto Online a déclaré que le film « enchantera même les spectateurs les plus cyniques ». Claudia Puig, critique pour USA Today, a attribué au film trois étoiles sur quatre. Elle a particulièrement loué les décors ainsi que l’interprétation de Robbie Coltrane dans le rôle de Hagrid, mais a critiqué la musique de John Williams, jugeant que « cette bande-son trop insistante manque de subtilité et nous assomme de crescendos », concluant que « de nombreux lecteurs du livre pourraient finalement souhaiter une incarnation plus magique ».
Kirk Honeycutt du Hollywood Reporter a salué les décors, la direction artistique, la photographie, les effets spéciaux et le casting principal. Il a toutefois qualifié la musique de John Williams de « grande boîte à musique retentissante et assourdissante qui ne veut tout simplement pas s’arrêter ». Todd McCarthy de Variety a comparé le film positivement à Autant en emporte le vent, affirmant : « Le scénario est fidèle, les acteurs sont parfaitement choisis, les décors, les costumes, le maquillage et les effets spéciaux égalent, voire surpassent, tout ce qu’on aurait pu imaginer ». Jonathan Foreman du New York Post a rappelé que le film était « remarquablement fidèle » à son homologue littéraire et l’a décrit comme une « adaptation constamment divertissante, bien que trop longue ».
Richard Corliss du Time Magazine a qualifié le film d’« adaptation mécanique », critiquant son rythme et les acteurs principaux qu’il a jugés « sans charisme ». Paul Tatara de CNN a estimé que Columbus et Kloves étaient « tellement prudents de ne rien omettre du livre, de peur d’offenser qui que ce soit, que le récit ressemble plutôt à une kermesse dans la tête de Rowling ». Ed Gonzalez de Slant Magazine a regretté que le film n’ait pas été réalisé par Tim Burton, jugeant la photographie « terne et brumeuse » et qualifiant l’ensemble du film de « célébration solidement ennuyeuse de gloubiboulga dégoulinant ». Elvis Mitchell du New York Times a été particulièrement sévère, déclarant que le film « ressemble à un parc d’attractions qui aurait dépassé son âge d’or ; les manèges grincent et peinent à chaque virage ». Il a également critiqué un manque d’imagination et des personnages rigides, ajoutant : « Le Choixpeau a plus de personnalité que tout le reste du film ».

## Distinctions
Le film a reçu trois nominations aux Oscars : l'Oscar de la meilleure direction artistique, à l'Oscar des meilleurs costumes et à l'Oscar de la meilleure musique de film. Cependant, il n'en reçut aucun. Il a également été nommé pour sept BAFTA Awards dont celui du meilleur acteur de second rôle pour Robbie Coltrane (Rubeus Hagrid). Il a remporté un Saturn Award pour ses costumes et a été nommé pour huit autres. Il a remporté d'autres prix de la Casting Society of America et de la Costume Designers Guild. Il a été nommé pour l'AFI Award pour ses effets spéciaux et par l'Art Directors Guild Award pour sa production de conception.

### Nominations
- Oscar[169]:
  - Oscar de la meilleure direction artistique
  - Oscar des meilleurs costumes
  - Oscar de la meilleure musique de film
- BAFTA Awards[170] :
  - BAFTA Awards du meilleur acteur dans un second rôle pour Robbie Coltrane
  - BAFTA Awards du meilleur film britannique
  - BAFTA Awards du meilleur son pour John Midgley, Eddy Joseph (en), Ray Merrin, Graham Daniel et Adam Daniel
  - BAFTA Awards des meilleurs maquillages et coiffures pour Nick Dudman, Eithne Fennel, Amanda Knight (en)
  - BAFTA Awards des meilleurs costumes pour Judianna Makovsky
  - BAFTA Awards des meilleurs décors pour Stuart Craig
  - BAFTA Awards des meilleurs effets visuels pour Robert Legato, Nick Davis (en), John Richardson, Roger Guyett, Jim Berney (en)
- Saturn Awards[171] :
  - Saturn Award du meilleur film fantastique
  - Saturn Award des meilleurs effets spéciaux pour Robert Legato, Nick Davis, Roger Guyett et John Richardson
  - Saturn Award de la meilleure actrice dans un second rôle pour Maggie Smith
  - Saturn Award du meilleur jeune acteur pour Emma Watson et Daniel Radcliffe
  - Saturn Award des meilleurs costumes
- AFI Award :
  - AFI Award des meilleurs effets visuels
- Grammy Awards[172]:
  - Grammy Award de la meilleure bande sonore pour un média visuel
  - Grammy Award de la meilleure composition instrumentale

## Autour du film
Le 12 septembre 2018, le film est rediffusé dans les cinémas français en version remastérisée.

### Suite
- Harry Potter et la chambre des secrets, réalisé par Chris Columbus, est sorti au cinéma le 4 décembre 2002.